# Slangalen
De slangalen (Ophichthidae) zijn een familie in de orde van de palingachtigen (Anguilliformes). De benaming "Ophichthidae" komt van de Griekse woorden ophis ("slang") en ichthys ("vis").
Hun leefomgeving bestaat uit tropische tot gematigde wateren. Het zijn bewoners van kusten, maar sommige soorten betreden ook rivieren.

## Lijst van onderfamilies en geslachten
Er zijn meer dan 300 soorten in 60 geslachten in 2 onderfamilies. De onderstaande lijst van soorten is gebaseerd op de vissendatabase FishBase. 
- Onderfamilie Myrophinae
  -     - Ahlia Jordan & Davis, 1891
    - Asarcenchelys McCosker, 1985
    - Benthenchelys Fowler, 1934
    - Glenoglossa McCosker, 1982
    - Mixomyrophis McCosker, 1985
    - Muraenichthys Bleeker, 1853
    - Myrophis Lütken, 1852
    - Neenchelys Bamber, 1915
    - Pseudomyrophis Wade, 1946
    - Pylorobranchus McCosker & Hong-Ming Chen, 2012
    - Schismorhynchus McCosker, 1970
    - Schultzidia Gosline, 1951
    - Scolecenchelys Ogilby, 1897
    - Skythrenchelys Castle & McCosker, 1999
    - Sympenchelys Hibino, H. C. Ho & Kimura, 2015
- Onderfamille Ophichthinae
  -     - Chauligenion McCosker & Okamoto, 2016
    - Luthulenchelys McCosker, 2007
    - Rhinophichthus McCosker, 1999
    - Suculentophichthus' R. Fricke, Golani & Appelbaum-Golani, 2015

  - Stam Bascanichthyini
    - Allips McCosker, 1972
    - Bascanichthys Jordan & Davis, 1891
    - Caralophia Böhlke, 1955
    - Dalophis Rafinesque, 1810
    - Ethadophis Rosenblatt & McCosker, 1970
    - Gordiichthys Jordan & Davis, 1891
    - Leptenchelys Myers & Wade, 1941
    - Phaenomonas Myers & Wade, 1941

  - Stam Callechelyini
    - Aprognathodon Böhlke, 1967
    - Callechelys Kaup, 1856
    - Letharchus Goode & Bean, 1882
    - Leuropharus Rosenblatt & McCosker, 1970
    - Paraletharchus McCosker, 1974
    - Xestochilus McCosker, 1998

  - Stam Ophichthini
    - Aplatophis Böhlke, 1956
    - Brachysomophis Kaup, 1856
    - Echelus Rafinesque, 1810
    - Echiophis Kaup, 1856
    - Evips McCosker, 1972
    - Herpetoichthys Kaup, 1856
    - Hyphalophis McCosker & Böhlke, 1982
    - Kertomichthys McCosker & Böhlke, 1982
    - Leiuranus Bleeker, 1853
    - Lethogoleos McCosker & Böhlke, 1982
    - Malvoliophis Whitley, 1934
    - Myrichthys Girard, 1859
    - Mystriophis Kaup, 1856
    - Ophichthus Ahl, 1789
    - Ophisurus Lacepède, 1800
    - Phyllophichthus Gosline, 1951
    - Pisodonophis Kaup, 1856
    - Quassiremus Jordan & Davis, 1891
    - Scytalichthys Jordan & Davis, 1891
    - Xyrias Jordan & Snyder, 1901

  - Stam Sphagebranchini
    - Apterichtus Duméril, 1806
    - Caecula Vahl, 1794
    - Cirrhimuraena Kaup, 1856
    - Cirricaecula Schultz in Schultz, Herald, Lachner, Welander & Woods, 1953
    - Hemerorhinus Weber & de Beaufort, 1916
    - Ichthyapus Brisout de Barneville, 1847
    - Lamnostoma Kaup, 1856
    - Stictorhinus Böhlke & McCosker, 1975
    - Yirrkala Whitley, 1940